# Dušan Gabalec
Dušan Gabalec (* 1941) je bývalý slovenský fotbalový obránce.

## Hráčská kariéra
V československé lize hrál za Spartak Trnava a Tatran Prešov, aniž by skóroval.
Za Prešov nastoupil v obou finálových utkáních Československého poháru proti Dukle Praha v sezoně 1965/66. Za druholigový Prešov odehrál obě utkání proti Bayernu Mnichov v Poháru vítězů pohárů v sezoně 1966/67.

### Prvoligová bilance
| Ročník          | Zápasy | Góly | Minuty | Klub              |
| --------------- | ------ | ---- | ------ | ----------------- |
| I. liga 1964/65 | 11     | 0    | 990    | TJ Spartak Trnava |
| I. liga 1965/66 | 10     | 0    | 900    | TJ Spartak Trnava |
| I. liga 1965/66 | 10     | 0    | 900    | TJ Tatran Prešov  |
| CELKEM I. LIGA  | 31     | 0    | 2 790  |                   |